# Чемпіонат Швейцарії з хокею 1956
Чемпіонат Швейцарії з хокею 1956 — 45-й чемпіонат Швейцарії з хокею (Національна ліга А). Чемпіоном став ЕХК «Ароза», НЛА покинув СК «Берн».

## Підсумкова таблиця
| М  | Команда            | І  | Пер | Н | Пор | ШЗ  | ШП | О  |
| -- | ------------------ | -- | --- | - | --- | --- | -- | -- |
| 1. | ЕХК «Ароза»        | 14 | 10  | 3 | 1   | 112 | 54 | 23 |
| 2. | ХК «Давос»         | 14 | 9   | 1 | 4   | 69  | 51 | 19 |
| 3. | ХК «Ла Шо-де-Фон»  | 14 | 6   | 3 | 5   | 70  | 67 | 15 |
| 4. | Цюрих СК           | 14 | 6   | 2 | 6   | 74  | 73 | 14 |
| 5. | ХК Амбрі-Піотта    | 14 | 6   | 1 | 7   | 68  | 67 | 13 |
| 6. | ХК «Янг Спрінтерс» | 14 | 6   | 0 | 8   | 59  | 64 | 12 |
| 7. | Грассгоппер-Клуб   | 14 | 4   | 0 | 10  | 51  | 90 | 8  |
| 8. | СК «Берн»          | 14 | 4   | 0 | 10  | 56  | 96 | 8  |

### Відбірний матч
Клуби, що зайняли 7-8 місця в регулярному чемпіонаті розіграли «зайвого» в матчі між собою. 
- Грассгоппер-Клуб — СК «Берн» 5:2

### Перехідний матч
СК «Берн» — Базель Ротвайс 9:10 (3:4, 4:4, 2:2)

## Найкращі бомбардири
1. Ганс-Мартін Трепп («Ароза») - 47
2. Боб Келлі (ХК Амбрі-Піотта) - 27
3. Отто Шлапфер (Цюрих СК) - 25